# 施馬倫巴赫河
51°11′55.22″N 7°28′1.27″E / 51.1986722°N 7.4670194°E
施馬倫巴赫河（德語：Schmalenbach），是德國的河流，位於該國西部，該河流處於北萊茵-威斯特法倫州，流經哈爾費爾，河道全長1.7公里，流域面積1平方公里。